# Frankville Township (Iowa)
Frankville Township est un township, du comté de Winneshiek en Iowa, aux États-Unis.